# Liste der Bodendenkmäler in Unterpleichfeld
Auf dieser Seite sind die Bodendenkmäler in der unterfränkischen Gemeinde Unterpleichfeld zusammengestellt. Diese Tabelle ist eine Teilliste der Liste der Bodendenkmäler in Bayern. Grundlage ist die Bayerische Denkmalliste, die auf Basis des Bayerischen Denkmalschutzgesetzes vom 1. Oktober 1973 erstmals erstellt wurde und seither durch das Bayerische Landesamt für Denkmalpflege geführt wird. Die folgenden Angaben ersetzen nicht die rechtsverbindliche Auskunft der Denkmalschutzbehörde.

## Bodendenkmäler der Gemeinde Unterpleichfeld

### Gemarkung Burggrumbach
| Lage                    | Objekt | Akten-Nr.     | Bild |
| ----------------------- | --- | ------------- | ---- |
| Burggrumbach (Standort) | Siedlung der späten Hallstatt- und der frühen Latènezeit. | D-6-6125-0059 |      |
| Burggrumbach (Standort) | Siedlung der Linearbandkeramik, des Mittelneolithikums und Brandgräber der Urnenfelderzeit. | D-6-6126-0018 |      |
| Burggrumbach (Standort) | Siedlung der Linearbandkeramik. | D-6-6126-0091 |      |
| Burggrumbach (Standort) | Körpergräber der frühen Latènezeit. | D-6-6126-0092 |      |
| Burggrumbach (Standort) | Spätmittelalterliche und neuzeitliche Burg Grumbach. | D-6-6126-0093 |      |
| Burggrumbach (Standort) | Siedlung des Neolithikums, der Bronzezeit, der Urnenfelderzeit, der Hallstattzeit, der jüngeren Latènezeit und der römischen Kaiserzeit.                                                       | D-6-6126-0100 |      |
| Burggrumbach (Standort) | Siedlung der Linearbandkeramik, des Mittelneolithikums, der späten Urnenfelderzeit und der Hallstattzeit sowie der frühen Latènezeit.                                                          | D-6-6126-0123 |      |
| Burggrumbach (Standort) | Siedlung der Linearbandkeramik, der Urnenfelderzeit, der Hallstattzeit, der frühen und der jüngeren Latènezeit sowie Brandgräber vorgeschichtlicher Zeitstellung.                              | D-6-6126-0124 |      |
| Burggrumbach (Standort) | Vorgeschichtliche Gräber mit Kreisgräben. | D-6-6126-0198 |      |
| Burggrumbach (Standort) | Siedlung der Linearbandkeramik, des Mittelneolithikums, der Urnenfelderzeit sowie der frühen Latènezeit.                                                                                       | D-6-6126-0204 |      |
| Burggrumbach (Standort) | Siedlung der späten Hallstattzeit. | D-6-6126-0205 |      |
| Burggrumbach (Standort) | Archäologische Befunde im Bereich der frühneuzeitlichen Katholischen Pfarrkirche St. Martin von Burggrumbach mit mittelalterlichem Vorgängerbau und Körperbestattungen im ummauerten Kirchhof. | D-6-6126-0273 |      |

### Gemarkung Erbshausen
| Lage                  | Objekt | Akten-Nr.     | Bild |
| --------------------- | --- | ------------- | ---- |
| Erbshausen (Standort) | Siedlung der Linearbandkeramik, des Mittel- und des Jungneolithikums sowie Siedlung der Hallstatt- und der Latènezeit. | D-6-6026-0013 |      |

### Gemarkung Hilpertshausen
| Lage                      | Objekt | Akten-Nr.     | Bild |
| ------------------------- | --- | ------------- | ---- |
| Hilpertshausen (Standort) | Bestattungsplatz mit Grabhügel vorgeschichtlicher Zeitstellung.                                                                                              | D-6-6125-0166 |      |
| Hilpertshausen (Standort) | Bestattungsplatz mit Grabhügel vorgeschichtlicher Zeitstellung.                                                                                              | D-6-6125-0167 |      |
| Hilpertshausen (Standort) | Körpergräber der frühen Latènezeit. | D-6-6126-0094 |      |
| Hilpertshausen (Standort) | Siedlung der Linearbandkeramik. | D-6-6126-0095 |      |
| Hilpertshausen (Standort) | Siedlung der Linearbandkeramik. | D-6-6126-0096 |      |
| Hilpertshausen (Standort) | Siedlung des Altneolithikums. | D-6-6126-0125 |      |
| Hilpertshausen (Standort) | Siedlung des Altneolithikums, der Linearbandkeramik, der Urnenfelderzeit und der Latènezeit sowie Wüstung des frühen Mittelalters.                           | D-6-6126-0189 |      |
| Hilpertshausen (Standort) | Siedlung der Urnenfelderzeit. | D-6-6126-0199 |      |
| Hilpertshausen (Standort) | Siedlung der Linearbandkeramik. | D-6-6126-0276 |      |
| Hilpertshausen (Standort) | Archäologische Befunde im Bereich der frühneuzeitlichen Katholischen Pfarrkirche St. Vitus von Hilpertshausen mit Körperbestattungen im ummauerten Kirchhof. | D-6-6126-0278 |      |
| Hilpertshausen (Standort) | Archäologische Befunde im Bereich der frühneuzeitlichen Katholischen Kirche St. Nikolaus von Rupprechtshausen mit Körperbestattungen im Kirchhof.            | D-6-6126-0280 |      |

### Gemarkung Mühlhausen
| Lage                  | Objekt                                                             | Akten-Nr.     | Bild |
| --------------------- | ------------------------------------------------------------------ | ------------- | ---- |
| Mühlhausen (Standort) | Siedlung des Neolithikums, der Urnenfelderzeit und der Latènezeit. | D-6-6126-0036 |      |

### Gemarkung Oberpleichfeld
| Lage                      | Objekt                                                                                      | Akten-Nr.     | Bild |
| ------------------------- | ------------------------------------------------------------------------------------------- | ------------- | ---- |
| Oberpleichfeld (Standort) | Siedlung des Neolithikums, der frühen und jüngeren Latènezeit und der römischen Kaiserzeit. | D-6-6126-0050 |      |

### Gemarkung Unterpleichfeld
| Lage                       | Objekt | Akten-Nr.     | Bild |
| -------------------------- | --- | ------------- | ---- |
| Unterpleichfeld (Standort) | Siedlung des jüngeren Neolithikums und der Hallstattzeit. | D-6-6126-0080 |      |
| Unterpleichfeld (Standort) | Siedlung der Späthallstatt-/Frühlatènezeit. | D-6-6126-0081 |      |
| Unterpleichfeld (Standort) | Siedlung des Neolithikums und der Hallstattzeit. | D-6-6126-0083 |      |
| Unterpleichfeld (Standort) | Siedlung der Linearbandkeramik, der Stichbandkeramik, ferner der Bronzezeit, der Urnenfelder- und der Hallstattzeit, außerdem Bestattungsplatz mit Körpergräbern der Latènezeit. | D-6-6126-0085 |      |
| Unterpleichfeld (Standort) | Vorgeschichtliche Siedlung. | D-6-6126-0086 |      |
| Unterpleichfeld (Standort) | Vorgeschichtliche Siedlung. | D-6-6126-0087 |      |
| Unterpleichfeld (Standort) | Siedlung des jüngeren Neolithikums. | D-6-6126-0088 |      |
| Unterpleichfeld (Standort) | Siedlung der Hallstattzeit. | D-6-6126-0098 |      |
| Unterpleichfeld (Standort) | Grabhügel vorgeschichtlicher Zeitstellung. | D-6-6126-0107 |      |
| Unterpleichfeld (Standort) | Siedlung des Neolithikums. | D-6-6126-0109 |      |
| Unterpleichfeld (Standort) | Siedlung der Linearbandkeramik. | D-6-6126-0110 |      |
| Unterpleichfeld (Standort) | Siedlung vor- und frühgeschichtlicher Zeitstellung. | D-6-6126-0120 |      |
| Unterpleichfeld (Standort) | Siedlung des Alt-, Mittel- und Jungneolithikums, der Urnenfelderzeit und der jüngeren Latènezeit.                                                                                | D-6-6126-0121 |      |
| Unterpleichfeld (Standort) | Siedlung des frühen Mittelalters. | D-6-6126-0180 |      |
| Unterpleichfeld (Standort) | Siedlung der Urnenfelderzeit, der Hallstattzeit und der frühen Latènezeit sowie Wüstung des frühen Mittelalters.                                                                 | D-6-6126-0181 |      |
| Unterpleichfeld (Standort) | Siedlung der Hallstattzeit und der römischen Kaiserzeit. | D-6-6126-0187 |      |
| Unterpleichfeld (Standort) | Siedlung der Frühlatènezeit sowie Burgstall des Mittelalters. | D-6-6126-0201 |      |
| Unterpleichfeld (Standort) | Archäologische Befunde im Bereich der frühneuzeitlichen Katholischen Pfarrkirche St. Laurentius von Unterpleichfeld mit Körperbestattungen im ehemaligen befestigten Kirchhof.   | D-6-6126-0271 |      |